# リトルタートルズ
Little Turtles（リトルタートルズ）は、日本の男性デュオグループである。Apple Paint Factory Recordsに所属。

## メンバー
| メンバー                          |                           | パート                       |
| --------------------------------- | ------------------------- | ---------------------------- |
| コバ （小林 真・こばやし まこと） | 9月12日生まれ、大阪府出身 | ボーカル、ギター、キーボード |
| 亀川 晃史 （かめがわ あきふみ）   | 4月2日生まれ、宮崎県出身  | ボーカル                     |

## 音楽・経歴
学生時代の同級生であり、元々はシンガーソングライターとして別々に活動していたが、2005年7月16日より「YAMAHA TEENS MUSIC FESTIVAL」への参加をきっかけに大阪で結成。グループ名は、2人の名前の頭文字を取って、小（リトル）亀（タートル）と名付ける。強力で透明感のあるツインボーカルとAORサウンドを魅力とし、2006年4月よりインディペンデントレーベル・Apple Paint Factoryと所属契約を結び、大阪を拠点として本格的にライブ活動を開始した。2011年7月、亀川の体調不良に伴う無期限の活動休止を発表（後に原因が声帯結節と判明し、手術により完治している）。

## 概要
- 東京、千葉、大阪、京都、愛知、静岡、岐阜、岡山、宮崎、福岡、熊本でライブ活動を、路上ライブを東京・大阪・愛知で不定期に行っていた。
- 2006年12月 『ミオストリートミュージシャンコンテスト2006』にてグランプリ受賞（なお、第1回のグランプリ受賞者はコブクロ）。
- 2007年1月28日 1stミニアルバム「Thanks 4 U」をライブ会場の手売りのみ限定販売で1,000枚を完売。同年4月より拠点を大阪から東京に移し、ストリートライブ、ライブハウスなどでの活動を始める。
- 2007年7月18日 1stミニアルバム「Thanks 4 U」を正式に全国リリース。また同年10月、テレビ番組あらびき団に出演（第2回、第5回）。
- 2008年9月10日 2ndミニアルバム「2 the top」を全国リリース。タワーレコード新宿店アルバムチャートにてインディーズながら12位を記録。
- 2010年5月26日 結成時よりカバーしていた、MONGOL800の「小さな恋のうた」を多くのオーディエンスのリクエストにより全国リリース。インディーズのオリコンチャートで12位を記録。

また同年12月、メンバーのコバが「コバソロ」としてのソロ活動を開始。YouTubeでカバー・オリジナル曲を投稿し、ギター以外の楽器やボイスパーカッションで演奏もしている。
- 2011年2月25日、大阪市人権啓発webサイト「KOKOROねっと」で“みんなちがって みんないい”をテーマにした曲を2曲公開。

　「みんなちがって　みんないい」（作詞作曲：亀川晃史）
　「それがいい」（作詞作曲：コバ）

## ディスコグラフィー

### ミニアルバム
|     | タイトル   | 発売日        | 収録曲 |
| --- | ---------- | ------------- | --- |
| 1st | Thanks 4 U | 2007年7月18日 | 1. ダキシメル 2. Thanks 2 U 3. SHIGARAMI 4. Believe in 5. Stay with you 6. So shine                                                      |
| 2nd | 2 the top  | 2008年9月5日  | 1. キミヲオモウ 2. from me to you 3. あの日あの時あの場所で 4. Space Trip 5. 月に恋した 6. Your Love 7. Good bye(kame ver) 8. ネガイゴト |

### ネット配信限定
|     | タイトル                  | 配信日        | 収録曲                       |
| --- | ------------------------- | ------------- | ---------------------------- |
| 1st | 背中合わせ〜1st version〜 | 2009年10月8日 | 1. 背中合わせ〜1st version〜 |

### カバーミニアルバム
|     | タイトル       | 発売日        | 収録曲                                                                                                 |
| --- | -------------- | ------------- | --- |
| 1st | 小さな恋のうた | 2010年5月26日 | 1. 小さな恋のうた 2. Jorney 3. goin’on 4. 背中合わせ(acoustic) 5. サヨナラのうた 6. So shine(acoustic) |

### 大阪市人権啓発webサイト「KOKOROねっと」
| タイトル（作詞作曲）                                                                         | 公開日        |
| -------------------------------------------------------------------------------------------- | ------------- |
| - オープニング曲：みんなちがって みんないい（亀川晃史） - エンディング曲：それがいい（コバ） | 2011年5月25日 |

## 出演

### 舞台
- In Love With The GUARDIAN.A (2010年10月8日〜11日)[3]

　コバが「テオ」役で出演。劇中歌として本人作詞作曲の「カケラ」を担当。